# Aleuroclava filamentosa
Aleuroclava filamentosa là một loài côn trùng cánh nửa trong họ Aleyrodidae, phân họ Aleyrodinae.
Aleuroclava filamentosa được Corbett miêu tả khoa học đầu tiên năm 1933.